# Campeonato Cearense de Futebol de 2023 - Série B
O Campeonato Cearense de Futebol de 2023 - Série B (oficialmente, Campeonato Cearense da Série B 2023) foi a 31ª edição do torneio, organizado pela Federação Cearense de Futebol, que teve início no dia 4 de fevereiro e teve o término no dia 15 de abril.
A competição contou com a volta do Crato, que foi suspenso e, portanto, rebaixado da Primeira Divisão em 2022 e que após mais uma campanha fraca, foi rebaixado novamente, e dessa vez, para a Série C em 2024.
Também teve o retorno do Icasa, que após decisão da Justiça que decretou perda de pontos da equipe, o clube foi rebaixado em 2022.
Os clubes que subiram da Série C são o Pacatuba e o Crateús, este último que também foi rebaixado e voltou para a Série C.
O Horizonte foi declarado campeão da competição ao vencer na última rodada do Quadrangular Final o Icasa, em jogo fora de casa, que garantiu o título e o acesso do clube para a Primeira Divisão em 2024.
Além deste, o Floresta também conquistou o acesso e ficou com o vice-campeonato da competição. O acesso foi garantido após a vitória fora de casa contra o Guarany de Sobral, também na última rodada.

## Regulamento
Conforme divulgado pela FCF, o campeonato contará com 3 (três) fases, sendo elas: Primeira Fase, Segunda Fase e Terceira Fase. Na Primeira Fase os dez clubes será agrupados em um único grupo onde todos se enfrentam em partidas de ida. Ao término dos confrontos, o 1º e 2º colocados avançam diretamente para a Terceira Fase e os clubes entre a 3ª e 6ª colocação avançam para a Segunda Fase. Os clubes na última e penúltima colocação estarão rebaixados para a Série C de 2024. Na Segunda Fase os clubes se enfrentarão em partidas de Ida e Volta de acordo com a colocação na fase anterior, ficando o chaveamento da seguinte forma: 3º x 6º e 4º x 5º. As equipes vencedoras dos confrontos avançarão para a Terceira Fase e, juntamente com os dois melhores colocados da Primeira Fase, disputarão um Quadrangular de Acesso em confrontos apenas de ida. Ao fim das partidas, os dois melhores estarão classificados para a elite estadual de 2024 e serão Campeão e Vice-campeão.
Os critérios de empate em ambas as fases são:
1. Maior número de vitórias;
2. Maior saldo de gols;
3. Maior número de gols pró;
4. Menor número de cartões vermelhos recebidos;
5. Menor número de cartões amarelos recebidos;
6. Sorteio.

## Participantes
| Equipe                                          | Cidade            | Em 2022       | Estádio (mando) | Capacidade | Títulos                     |
| ----------------------------------------------- | ----------------- | ------------- | --------------- | ---------- | --------------------------- |
| Crateús Esporte Clube                           | Crateús           | 2º (Série C)  | Juvenal Melo    | 6 000      | 0 (não possui)              |
| Crato Esporte Clube                             | Crato             | 10º (Série A) | Inaldão         | 4 000      | 0 (não possui)              |
| Floresta Esporte Clube                          | Fortaleza         | 5º            | Domingão        | 10 500     | 0 (não possui)              |
| Guarany Sporting Club                           | Sobral            | 6º            | Junco           | 8 585      | 4 (1966, 1999, 2005 e 2008) |
| Horizonte Futebol Clube                         | Horizonte         | 3º            | Domingão        | 10 500     | 1 (2007)                    |
| Associação Desportiva Recreativa Cultural Icasa | Juazeiro do Norte | 9º (Série A)  | Arena Romeirão  | 17 230     | 3 (2003, 2010 e 2020)       |
| Itapipoca Esporte Clube                         | Itapipoca         | 8º            | Perilão         | 10 000     | 2 (2002 e 2013)             |
| Associação dos Desportistas de Pacatuba         | Pacatuba          | 1º (Série C)  | Moraisão        | 5 000      | 0 (não possui)              |
| Associação Esportiva Tiradentes                 | Fortaleza         | 7º            | Moraisão        | 5 000      | 2 (1968 e 2015)             |
| Centro de Formação de Atletas Tirol             | Fortaleza         | 4º            | Elzir Cabral    | 4 300      | 0 (não possui)              |

## Técnicos
| Equipe            | Técnico                                                     |
| ----------------- | ----------------------------------------------------------- |
| Crateús           | Mirandinha (1ª—3ª) Vladimir de Jesus (4ª—9ª, primeira fase) |
| Crato             | Djalma Silva (1ª—8ª) Márcio Tavares (9ª, primeira fase)     |
| Floresta          | Raimundo Wagner (1ª fase—3ª fase)                           |
| Guarany de Sobral | Alexandre Lima (1ª fase—3ª fase)                            |
| Horizonte         | Mozart Neto (1ª—6ª) Filinto Holanda (7ª—terceira fase)      |
| Icasa             | Marcelo Vilar (1ª fase—3ª fase)                             |
| Itapipoca         | Betinho Silva (1ª—8ª) Roberto Carlos (9ª—segunda fase)      |
| Pacatuba          | Caé Cunha (1ª—4ª) Júnior Cearense (5ª—segunda fase)         |
| Tiradentes-CE     | Reginaldo França (1ª—4ª) Lamar Lima (5ª—9ª, primeira fase)  |
| Tirol             | Frank Santos (1ª—9ª, primeira fase)                         |

## Primeira Fase

### Confrontos
Para ler a tabela, a linha horizontal representa os jogos da equipe como mandante. A coluna vertical indica os jogos da equipe como visitante.
|  |                     |  |        |  |                      |
|  | Vitória do Mandante |  | Empate |  | Vitória do Visitante |

## Segunda fase
Em itálico, os clubes que jogarão o jogo da volta como mandante. Em negrito, os classificados.
| Equipe 1  | Total | Equipe 2  | 1.º jogo | 2.º jogo |
| --------- | ----- | --------- | -------- | -------- |
| Itapipoca | 1–2   | Horizonte | 1–1      | 0–1      |
| Floresta  | 1–0   | Pacatuba  | 1–0      | 0–0      |

## Terceira Fase

### Confrontos
Para ler a tabela, a linha horizontal representa os jogos da equipe como mandante. A coluna vertical indica os jogos da equipe como visitante.

## Premiação
| Campeão Cearense da Segunda Divisão de 2023 |
| Horizonte                                   |
| ------------------------------------------- |
| Horizonte Campeão (2.º título)              |

## Estatísticas

### Artilharia
| Gols[carece de fontes?] | Jogador          | Time              |
| ----------------------- | ---------------- | ----------------- |
| 9                       | Rodolfo          | Floresta          |
| 7                       | Tico             | Horizonte         |
| 5                       | Léo Ribeiro      | Horizonte         |
| 5                       | Lucas Maranguape | Tiradentes-CE     |
| 5                       | Valtinho         | Guarany de Sobral |
| 5                       | Wilkson          | Itapipoca         |
| 4                       | Dindê            | Tirol             |
| 4                       | Índio Potiguar   | Itapipoca         |
| 3                       | André Tavares    | Icasa             |

### Hat-tricks
| Jogador          | Clube         | Adversário | Placar  | Data        | Ref.  |
| ---------------- | ------------- | ---------- | ------- | ----------- | ----- |
| Lucas Maranguape | Tiradentes-CE | Crateús    | 3–2 (C) | 12 de março | [ 9 ] |